# كفرا
كفرا Kafra أو كفرة  هي إحدى القرى اللبنانية من قرى قضاء بنت جبيل في محافظة النبطية. وتسمى "كفرا بنت جبيل" تميزاً لها عن " كفرا عاليه".

## الموقع والخصائص
تقع بلدة "كفرا" في قضاء بنت جبيل، محافظة النبطية، مركز المحافظة النبطية، مركز القضاء بنت جبيل، ترتفع عن سطح البحر حوالي (650)م، تبعد عن العاصمة بيروت حوالي(114) كم، وعن مركز المحافظة النبطية حوالي (51) كم، فيما تبعد عن مركز القضاء بنت جبيل حوالي(25) كم، يبلغ عدد الناخبين فيها حوالي (4160) ناخب.موزعين تقريباً بالتساوي بين الذكور والإناث، أهم زراعاتها التبغ والزيتون والكرمة والحنطة والتين 

## التسمية والآثار
كفرا اسم سرياني الاصل ويعني "المخبأ أو الحصن"، وُجدت في أراضيها بعض النواويس وحجارة لأبنيةٍ قديمة وقطع خزفية أثرية.

## محمية كفرا الطبيعية

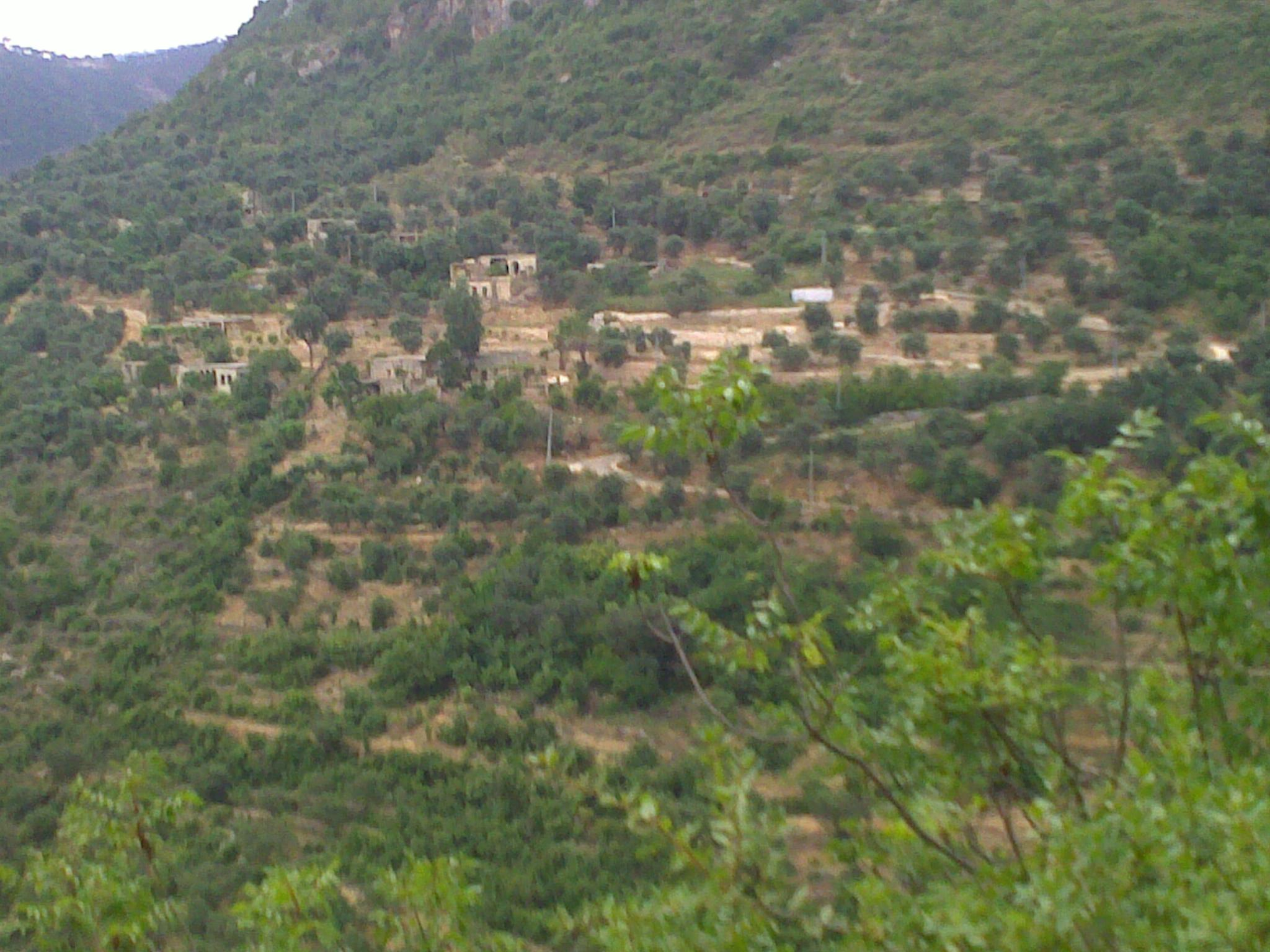

تم انشاء محمية كفرا الطبيعية Kafra Nature Reserve في قضاء بنت جبيل جنوب لبنان بناء علي القانون رقم (198) لسنة 2011م والذي تم نشره في الجريدة الرسمية بتاريخ 24-11-2011م، وتقع المحمية علي القطعة المسماه "خلة عبيد" ضمن مساحة تقدر بنحو (40) هكتاراً، وعلى ارتفاع 650 متراً تقريباً عن سطح البحر. يحدها أراضي بلدة كفرا من الجهات الأربع، وتتميز بثرواتها الطبيعية ونباتاتها وحيواناتها. ولعل الهدف من انشاء المحمية يكمن في:
- الحفاظ على البيئة الطبيعية والنباتية والحيوانية الموجودة، والتي يمكن ايواؤها ورعايتها، من أشجار ونبات وحيوانات وطيور بما يضمن حمايتها من الانقراض، بهدف إعادة تكوين نظام بيئي مستديم ومتجدد، والإفادة منه في سبيل البحث العلمي.
- الحفاظ على الثروة والموارد الطبيعية من تربة ونظام بيئي ومصادر مياه عذبة، بما يضمن حمايتها من التلوث والتدهور الناتج عن العوامل الطبيعية واستخدام الانسان، وإدارتها وصيانتها بشكل سليم، والإفادة منها للسياحة البيئية المنظمة، بما لا يتعارض مع الحفاظ عليها وحمايتها.

## العائلات
يسكن بلدة كفرا غالبية مسلمة من الشيعة، بالإضافة إلي بعض العائلات من السنة والدروز، كما يوجد بالبلدة بعض العائلات المسيحية من مذاهب البروتستانت والروم الكاثوليك والسريان الأرثوذكس والمارونية. واهم اسماء العائلات الموجودة ببلدة كفرا: حمدان، سبيتي، عزالدين، عبادي، بشير، عبدالكريم، حجازي، عبسى، حمود، مرعي، يحبى، غرابي، فرعوني، كساب، طالب، شلهوب، قاروط، غريب، كردي، حمقه، هزيمه، شعيتو، مزنر، هارون، صادق، همداني.

## وصلات خارجية
لمزيد من الإطلاع على أحوال هذه البلدة اللبنانية مراجعة
- موقع بلدة كفرا
- موقع بلدة كفرا1
- موقع محمية كفرا الطبيعية